# محمدمهدی نایبی
محمدمهدی نایبی (انگلیسی: Mohammad Mahdi Nayebi) (زدهٔ ۲۰ اسفند ۱۳۴۵ برابر ۱۱ مارس ۱۹۶۷) استاد دانشکده‌ی برق و گروه معارف دانشگاه صنعتی شریف و اهل ایران است.

وی سال ۱۳۶۳ از دبیرستان پاسداران قزوین دیپلم ریاضی گرفت و با کسب رتبه یک منطقه ۲ در کنکور سراسری در کنکور سراسری وارد رشته الکترونیک در دانشگاه صنعتی شریف شد. در سال ۱۳۶۷ و ۱۳۶۹با رتبهٔ اول موفق به دریافت لیسانس و سپس فوق لیسانس از دانشگاه شریف گشت و چون در آن سال تنها دانشگاهی که دکترا داشت تربیت مدرس بود به این دانشگاه رفت و در سال ۱۳۷۳ به عنوان اولین فارغ‌التحصیل دکترای مخابرات کشور فارغ‌التحصیل شده و عضو هئیت علمی دانشگاه صنعتی شریف شد.